# 里奇·L·沃德尔
里奇·L·沃德尔（英語：Ricky Lynn Waddell，1959年10月31日—）是一位已退役的美國陸軍預備役中將和作家，2017–2018年任美国副国家安全顾问，2018-2021年任美國參謀長聯席會議主席助理。